# Кафађаређи (Пиза)
Кафађаређи је насеље у Италији у округу Пиза, региону Тоскана.
Према процени из 2011. у насељу је живело 428 становника. Насеље се налази на надморској висини од 2 м.